# Paul Goddard (Fußballspieler)
Paul Goddard (* 12. Oktober 1959 in Harlington) ist ein ehemaliger englischer Fußballspieler.

## Sportlicher Werdegang
Goddard rückte 1977 bei den Queens Park Rangers in die Wettkampfmannschaft auf, die in der First Division im Abstiegskampf stand. Am Ende der Spielzeit 1978/79 stieg der Stürmer trotz sechs Saisontoren in 23 Ligaeinsätzen mit dem Klub in die Second Division ab. Mit der Mannschaft um Clive Allen, David McCreery, Ian Gillard und Torhüter Chris Woods verpasste er als Tabellenfünfter den direkten Wiederaufstieg, mit 16 Saisontreffern war er hinter Allen vereinsintern zweitbester Torschütze.
Im Sommer 1980 nahm der Ligakonkurrent West Ham United unter Vertrag, mit dem Goddard in der Zweitliga-Spielzeit 1980/81 nach 17 Saisontreffern als Zweitligameister den Wiederaufstieg in die First Division sowie das Endspiel im League Cup 1980/81 erreichte. Gegen die seinerzeit den englischen Fußball dominierende Mannschaft des FC Liverpool gelang im regulären Endspiel ein 1:1-Unentschieden nach Verlängerung, als Ray Stewart in der 120. Spielminute die Führung durch Alan Kennedy egalisierte. Im Wiederholungsspiel brachte Goddard den von John Lyall trainierten Außenseiter an der Seite von Mannschaftskapitän Billy Bonds, Trevor Brooking, Frank Lampard senior, Geoff Pike und David Cross in Führung, nach Treffern von Kenny Dalglish und Alan Hansen noch vor der Halbzeitpause setzte sich der Favorit im Wembley-Stadion jedoch mit einem 2:1-Sieg durch. In der höchsten Spielklasse traf er in den folgenden beiden Spielzeiten jeweils zweistellig und verhalf der Mannschaft zur Etablierung in der First Division, gleichzeitig kam der vorherige Nachwuchsnationalspieler zu seinem Debüt für die englische A-Nationalmannschaft. Beim 1:1-Unentschieden gegen Island in der Vorbereitung zur WM-Endrunde 1982 Anfang Juni des Jahres erzielte er das einzige Tor für eine aufgrund der Schonung der Stammspieler vor allem aus Perspektivspielern bestehenden Auswahl, eine Teilnahme am Turnier blieb ihm ebenso wie weitere Länderspieleinsätze verwehrt. Nach einer verletzungsüberschattenen Spielzeit war er in der Spielzeit 1984/85 mit neun Toren wieder zweitbester vereinsinterner Torschütze hinter Tony Cottee. Anschließend rückte er hinter Frank McAvennie ins zweite Glied, so dass er nach Beginn der Spielzeit 1986/87 zum Ligakonkurrenten Newcastle United wechselte. Dort war er einer der Garanten für den Klassenerhalt, als er in seiner ersten Spielzeit elf der 47 Saisontore des Klubs erzielte.
Im Sommer 1988 zog Goddard zu Derby County weiter, ehe er im Dezember 1989 zum Tabellenschlusslicht FC Millwall wechselte. Am Ende der Spielzeit 1989/90 stieg er mit dem Klub ab, für den er nur einen Erstligatreffer verzeichnen konnte. Kurz nach Beginn der Zweitliga-Spielzeit 1990/91 ging er zum von Lyall trainierten Ligakonkurrenten Ipswich Town, mit dem er als Zweitligameister der Spielzeit 1991/92 in die neu geschaffene Premier League aufstieg. Nach der Spielzeit 1993/94 beendete er seine aktive Laufbahn und wechselte ins Funktionsteam des Klubs. Nach der Trennung von Lyall im Dezember 1994 war er bis zur Verpflichtung George Burleys interimistisch für die Mannschaft verantwortlich. Anschließend übernahm er Trainerposten im Nachwuchsbereich des Klubs. Später holte sein Ex-Mitspieler Glenn Roeder ihn als Assistent zu West Ham United und assistierte nach dessen Entlassung Ende August 2003 der Interimslösung Trevor Brooking, nach der Verpflichtung von Alan Pardew als Cheftrainer verließ er jedoch den Londoner Klub und kehrte als Leiter der Nachwuchsakademie in die Jugendarbeit von Ipswitch Town zurück. Im Sommer 2005 schloss er sich der Spielerberatungsfirma Stellar Group an.